# F 7 (1916)
F 7 – włoski okręt podwodny z czasów I wojny światowej i okresu międzywojennego, jedna z 21 zbudowanych dla Regia Marina jednostek typu F. Okręt został zwodowany 23 grudnia 1916 roku w stoczni FIAT-San Giorgio w La Spezii, a w skład włoskiej marynarki wojennej został wcielony 19 marca 1917 roku. Jednostka została wycofana z czynnej służby 1 lutego 1929 roku.

## Projekt i budowa
Okręty podwodne typu F zostały zaprojektowane przez inż. majora Cesarego Laurentiego jako ulepszenie poprzedniego projektu tego konstruktora – jednostek typu Medusa. Przy zachowaniu wymiarów zewnętrznych i wyporności nowe okręty charakteryzowały się krótszym czasem zanurzania, większą manewrowością w położeniu nawodnym i podwodnym, powiększonym kioskiem, instalacją działa pokładowego, żyrokompasu, dwóch peryskopów i systemu łączności podwodnej Fessenden. Okręty miały konstrukcję dwukadłubową, z kadłubem lekkim ukształtowanym na podobieństwo linii kadłuba torpedowców . Przestrzeń między kadłubem sztywnym a lekkim można było uczynić wodoszczelną poprzez zamknięcie specjalnych odwietrzników: w ten sposób okręty zyskiwały dodatkową rezerwę pływalności, szczególnie przydatną podczas żeglugi po powierzchni w złych warunkach pogodowych .
F 7 zbudowany został w stoczni FIAT-San Giorgio w La Spezii. Stępkę okrętu położono 1 lipca 1915 roku, a zwodowany został 23 grudnia 1916 roku. Motto okrętu brzmiało „Venne il dì nostro e vincere bisogna” (pol. „Nadszedł nasz dzień i musimy wygrać”) .

## Dane taktyczno-techniczne
F 7 był niewielkim, przybrzeżnym okrętem podwodnym . Kadłub podzielony był grodziami wodoszczelnymi (wyposażonymi w podwójne drzwi wodoszczelne) na trzy przedziały: dziobowy (mieszczący kubryk marynarzy), przedział z głównym stanowiskiem dowodzenia i siłownią oraz przedział baterii akumulatorów . Długość całkowita wynosiła 45,63 metra, szerokość 4,22 metra i zanurzenie 3,1 metra. Wyporność normalna w położeniu nawodnym wynosiła 262 tony, a w zanurzeniu 319 ton. Okręt napędzany był na powierzchni przez dwa dwusuwowe silniki wysokoprężne FIAT 216 o łącznej mocy 670 KM . Napęd podwodny zapewniały dwa silniki elektryczne Savigliano o łącznej mocy 500 KM. Dwa wały napędowe obracające dwiema śrubami umożliwiały osiągnięcie prędkości 12,5 węzła na powierzchni i 8 węzłów w zanurzeniu. Zasięg wynosił 1300 Mm przy prędkości 9 węzłów w położeniu nawodnym oraz 120 Mm przy prędkości 2,5 węzła w zanurzeniu (lub 800 Mm przy prędkości 12 węzłów w położeniu nawodnym oraz 9 Mm przy prędkości 8 węzłów w zanurzeniu). Zapas paliwa wynosił 12 ton. Energia elektryczna magazynowana była w jednej baterii akumulatorów składającej się z 232 ogniw . Dopuszczalna głębokość zanurzenia wynosiła 40 metrów  .
Okręt wyposażony był w dwie stałe dziobowe wyrzutnie kalibru 450 mm, z łącznym zapasem czterech torped. Uzbrojenie artyleryjskie stanowiło pojedyncze pokładowa armata przeciwlotnicza kalibru 76 mm Armstrong A1914 L/30 oraz karabin maszynowy Colt kalibru 6,5 mm  .
Załoga okrętu składała się z 2 oficerów oraz 24 podoficerów i marynarzy.

## Służba
F 7 został wcielony do służby w Regia Marina 19 marca 1917 roku. Po zakończeniu okresu szkolenia F 7 został podporządkowany Dowództwu w Brindisi , a następnie od grudnia 1917 roku trafił do Flotylli okrętów podwodnych w Ankonie, operując także z Wenecji i Porto Corsini pod Rawenną .
12 lutego 1918 roku nieopodal skały Guizza F 7 zatopił austro-węgierski parowiec „Pelagosa” o pojemności 245 BRT . 30 czerwca pod Capocesto ofiarą okrętu podwodnego padł transportowiec „Vila”, na którego pokładzie zginęło 17 marynarzy (16 uratował torpedowiec SM Tb 35, który podczas akcji ratowniczej był dwukrotnie celem nieudanych ataków F 7). 11 sierpnia w pobliżu wyspy Pag jednostka zatopiła transportowiec „Euterpe” (2302 BRT), eskortowany przez kanonierkę torpedową SMS „Magnet” i dwa torpedowce (na statku zginęła połowa z przewożonych 929 osób) . 29 sierpnia nieopodal Punta Mika F 7 wystrzelił torpedy najpierw w kierunku wrogiego okrętu podwodnego, a następnie w stronę parowca, jednak w obu przypadkach atak się nie powiódł . Okręt prócz udziału w licznych patrolach ofensywnych uczestniczył też w misjach rozpoznania nieprzyjacielskich zagród minowych u wybrzeży Dalmacji . 1 listopada 1918 roku okręt nadal wchodził w skład Flotylli okrętów podwodnych w Ankonie.
Po zakończeniu wojny jednostka bazowała w Wenecji do kwietnia 1919 roku, następnie do 1923 roku operowała z Neapolu, a od października 1925 roku wchodziła w skład dywizjonu okrętów podwodnych w Tarencie . Jednostka prowadziła intensywną działalność szkoleniową, uczestnicząc w manewrach morskich i ćwiczeniach .
F 7 został skreślony z listy floty 1 lutego 1929 roku.